# 奇异人生2
《奇妙人生2》是章节式图形冒险游戏，由Dontnod Entertainment开发，史克威尔艾尼克斯欧洲发行。游戏的全部五章内容于2018年9月到2019年12月在Microsoft Windows、PlayStation 4和Xbox One平台发行，后来登陆MacOS、Linux和任天堂Switch。游戏是《奇异人生》系列的主线续集，讲述拉丁裔美国人兄弟肖恩与丹尼尔逃离警方追捕，沿着美国西岸展开逃亡旅程，期间发现丹尼尔有念力超能力。在这款以第三人称视角展开的游戏中，玩家须扮演肖恩做关键选择，引导剧情往不同方向发展，同时负责教育丹尼尔。
原版游戏意外获得成功后，开发团队完成第一部的零售版，于2016年开始续集的开发工作。原版创意骨干团队在续集中回归。有别于原版游戏，开发团队采用公路电影架构，从《荒野生存》及《人鼠之間》等影片及小说中汲取灵感。游戏展现超自然元素之余，大体上建基于现实，开发团队利用这个机会探讨种族主义、枪械暴力及偏见情绪等当代社会议题。Dontnod于2017年公布续集，并在2018年推出免费试玩游戏《超能队长》，介绍全新的故事背景。
游戏在发布后取得普遍好评。评论人赞扬游戏的剧情、肖恩与丹尼尔的关系及以选择为基础的游戏机制，但对游戏所刻画的政治主题的接受程度各不相同，而松散的各章发布时间及角色对白遭到批评。游戏获得多个年终大奖提名。后续主线作品《奇異人生：本色》由Deck Nine开发，于2021年9月发行，原来负责开发的Dontnod则将重心转移到开发自有知识产权作品。

## 游戏玩法

抉择机制设有两种选择，每个选择会影响到剧情后续发展

《奇异人生2》是一款以第三人称视角呈现的图像冒险游戏。玩家在游戏中扮演少年肖恩·迪亚兹（Sean Diaz，贡萨洛·马丁（Gonzalo Martin）饰），他在一起悲剧事故过后，带着年幼的弟弟丹尼尔（Daniel，罗曼·迪恩·乔治（Roman Dean George）饰）踏上逃亡之路。游戏过程中，兄弟俩遇到许多非玩家角色，他们会利用对话树系统和肖恩交流。到了关键时刻，肖恩必须做出重大选择，引导剧情往不同分支发展。肖恩与丹尼尔的互动会影响丹尼尔的道德行为及两人的兄弟情谊，例如鼓励丹尼尔行事粗鲁会让他在游戏后期不断飙脏话。丹尼尔若不按照肖恩的建议行事，就会不断被肖恩怨恨；若无法与丹尼尔保持一定程度上的兄弟情谊，就不会听从肖恩的指挥。肖恩即便当好榜样表率，细心呵护弟弟的成长，也不一定在游戏的每个场景中与弟弟兼容并包。玩家选择不会影响游戏主线事件的发展，但会产生不同的结局。
肖恩可以和环境互动，将收集到的物品装进背包，留待日后使用。肖恩收集物品时会有自己的想法，以此向玩家提供每个物品的背景知识，为故事添加背景。肖恩可以用在游戏中找到的纪念品装饰背包。兄弟俩在不同地区进行探索之余，肖恩可以来到指定地点享受宁静时刻，对着周围的环境画素描。

## 游戏情节
2016年，16岁的肖恩·迪亚兹与9岁的弟弟丹尼尔及父亲埃斯特班（Esteban，阿马多尔·普拉森西亚（Amador Plascencia）饰）住在西雅图。母亲凯伦（Karen，乔琳·安德森（Jolene Andersen）饰）在丹尼尔出生后便离开了他们。游戏开始，邻居小孩布雷特（Brett，罗伯特·希尔（Robert Shearer）饰）欺负丹尼尔，丹尼尔不小心当着路过警察的面打伤布雷特，肖恩见状出手相救，埃斯特班也赶了过来，但被警察中枪打死。趁着突然发生的爆炸炸毁了周边环境，肖恩赶在增援警察到来前，带着点尼尔离开。肖恩打算去父亲在墨西哥的家乡波多黎各罗伯斯（Puerto Lobos）避避风头。在雷尼尔山附近，加油站老板认出正被警方通缉的兄弟俩，兄弟俩在旅游博客主布罗迪·霍洛威（Brody Holloway，博伦·沃克（Bolen Walker）饰）的帮助下逃跑。布罗迪在汽车旅馆给兄弟俩开了房间，肖恩借此机会告诉丹尼尔父亲已死，丹尼尔得知消息非常生气，透露出他与生俱来的念力引发了西雅图的大爆炸。
兄弟俩在废弃小屋过了一个月，期间肖恩锻炼了丹尼尔的能力。丹尼尔生病后，肖恩决定带他去俄勒冈州海狸溪（Beaver Creek），投靠那边的外婆克莱尔·雷诺兹（Claire，南茜·克罗尼（Nancy Cronig）饰）和外公斯蒂芬·雷诺兹（Stephen Reynolds，约翰·奥康尼（John O' Connell）饰）。尽管对女儿凯伦遗弃兄弟俩感到不满，克莱尔和斯蒂芬还是接纳了两人。丹尼尔结识了拥有奇思妙想的邻家男孩克里斯（Chris，钱德勒·曼蒂诺（Chandler Mantione）饰），有一次还用超能力接住从树屋掉下来的他，搞到克里斯以为自己有超能力。丹尼尔胁迫肖恩闯入母亲凯伦住过的房间，寻找她的秘密。不久后，警方接到群众报案，上门寻找肖恩和丹尼尔，两人在克莱尔、斯蒂芬和克里斯的帮助下逃跑。
肖恩和丹尼尔与火车逃票老手费恩（Finn，马修·加伦斯坦（Matthew Gallenstein）饰）和卡茜迪（Cassidy，莎拉·J·巴塞洛缪（Sarah J. Bartholomew）饰）前往加利福尼亚，在洪堡县的一处大麻农场找到一份稳妥的工作，替大麻种植户梅林（Merrill，本·朱朗（Ben Jurand）饰）工作。肖恩与好朋友在一起的时间变多，丹尼尔则因为不能展示自己的超能力，有点沮丧。发工资那天，梅林发现丹尼尔四处窥探，丹尼尔一气之下向大家展示自己的超能力，梅林见状拒绝给大家发工资。在费恩的建议下，肖恩让丹尼尔利用超能力偷走梅林的钱，结果事情败露，众人被梅林用霰弹枪威胁。丹尼尔愤怒中用超能力烧掉梅林的家，打倒其他人，也让肖恩的左右被刺伤。
肖恩两个月后从昏迷中醒来，发现自己正被联邦调查局拘留。肖恩找到农场员工雅各布（Jacob，大卫·瓦尔德斯（David Valdes）饰）的信，对方说自己在事故后找到丹尼尔，已经把他带到自己的老家内华达州避风港（Haven Point）。肖恩逃离医院，前往避风港，结果发现丹尼尔被当地的邪教头目莉丝贝丝（Lisbeth，维多利亚·汉森（Victoria Hansen）饰）胁持，对方将丹尼尔的超能力当作天赐礼物，要他向信众展示。肖恩第一次去救丹尼尔的时候，遇到凯伦，原来凯伦收到雅各布的消息，也要来营救丹尼尔。肖恩和凯伦重新建立联系，与雅各布共同制定营救计划。众人最终说服丹尼尔和他们一起逃离，但凯伦在此过程中可能会烧掉教堂。
肖恩带着丹尼尔来到亚利桑那州尔湾（Away）的一处僻静社区，为进入墨西哥做最后的准备。肖恩认识曾在俄勒冈州阿卡迪亚湾（Arcadia Bay）当保安的大卫·马德森（David Madsen，D·W·麦坎恩（D.W. McCann）），对方建议他向当局自首，为自己和丹尼尔换取更好的结果。不久后，当局追踪到他们的位置，凯伦说服两人逃跑，留下自己一个人等着被警方逮捕。两人来到美墨边界围栏，丹尼尔利用超能力在围栏开了一个口。两人刚要跨过围栏，两名路过的义务警察就开枪打中了丹尼尔，两人很快被当局警方抓捕。丹尼尔带着肖恩逃离审讯室，来到墨西哥口岸，但口岸已被联邦调查和美国边境巡逻队的特工层层包围。此处肖恩必须做出选择，要么投降，要么穿越边境，结果取决于肖恩之前将丹尼尔的道德水平培养到怎样的程度。选择投降会有两个结局，一是肖恩被逮捕，留下丹尼尔与克莱尔和斯蒂芬一起生活，直至15年后获释，与丹尼尔团聚；二是肖恩遇害，丹尼尔一个人在波多黎各罗伯斯流浪，长大后成为职业罪犯。选择越过边境有四个结局，前两个是肖恩在丹尼尔帮助下进入墨西哥，使得丹尼尔向联邦调查局投降，或是和克莱尔和斯蒂芬一起生活，而肖恩会自己一个人或在卡西迪及费恩陪同下在波多黎各罗伯斯生活；后一个是兄弟俩在跨越边境后依然生活在一起，继承父亲的衣钵，在波多黎各罗伯斯开修车店，同时用丹尼尔的超能力当职业罪犯。

## 开发
《奇异人生2》由法国开发商Dontnod Entertainment开发，开发工作在前作零售版于2016年发售后展开。开发团队一开始便决定在续集中采取全新的角色阵容，其中总监米歇尔·科赫于2015年认为《奇异人生》系列的模式应该像电视剧《無間警探》和《美国恐怖故事》那样。开发团队认为系列应该讲述玩家能切身体会的普通人故事，剧情须来源于现实，让玩家共情。为引入新角色，开发团队探讨了不同的主题。开发团队认为，第一部主角麦克斯和克洛伊的故事已经完结，角色角色大卫会在续集章节五短暂出场。之所以将大卫纳入续集，是因为他总能在第一部的事件中活下来，玩家可以从他身上找到麦克斯与克洛伊命运的“小提示”。考虑到第一部没有固定结局，加上过多让角色登场会让大量投入到同人小说的粉丝们感到不满，开发团队没有过多透露两人的命运。大卫出场只是让续作和第一部联系起来，而不会让新玩家感到混乱。

迈克·布罗迪的摄影成为游戏剧情的灵感来源

有别于故事只发生在一个故事的第一部作品，续集的架构更像公路电影。开发团队不打算复刻第一作品，希望续集彻底偏离原作的格式.。他们参考《荒野生存》、《伴我同行》、《人鼠之間》及《在路上》等电影和小说。Dontond在美国西海岸进行实地考察，走访当地人，拍摄当地的照片。游戏中出现的漂流者费恩和卡茜迪出自迈克·布罗迪的摄影作品，布罗迪自己就是火车逃票客，在将自己在旅程中拍摄的人物照片结集成书，名叫《少年行万里》（A Period of Juvenile Prosperity），当中纪录流浪街童的系列照片成了游戏角色的基石，两位主角就是“生活在社会边缘的弃儿”。团队希望通过两人故事告诉玩家，生活的方式其实有很多种。
为角色们编剧成了领衔编剧让·吕克-卡诺（Jean Luc-Cano）的一大难题。续集采用公路电影模式，使得角色必须迅速登场，而不像第一部那样留给角色充分的发展时间。和第一部一样，续集也采用大量的动物符号，开发团队认为这些动物符号及隐喻能为玩家带来“视觉性内容”。 卡诺率领的团队先用法语撰写剧本，之后交由美国方面的编剧克里斯蒂安·迪万（Chrisitian Divine）作修缮。
教育也是游戏探讨的一大主题。肖恩必须当丹尼尔的道德表率，言行举止都会影响到丹尼尔，最终丹尼尔的行为性格会受玩家在整个游戏中的选择影响。丹尼尔的念力不是游戏的重点，但把它加入其中，可以让玩家了解到他们的行为会产生怎样的效果，这体现在肖恩的教导会影响丹尼尔使用超能力的方式。游戏结局会反映丹尼尔在五个章节中从肖恩身上学到的东西。开发团队不会给角色打造完美结局，因为完美结局通常在现实生活中不存在。为了让游戏展现教化作用，开发团队参考心理学家和社会学家的书籍及文件，取得更多的灵感。他们花大量时间打造丹尼尔的人工智能系统，确保他看起来有说服力、感情真挚，时而显露超级可爱的一面。开发者认为兄弟情谊很少有完美的，兄弟姐妹之间的关系可能很紧张。肖恩正值青少年时期，固然希望身边人丰富他的生活，不想弟弟围着他转。游戏过程中，玩家需要在肖恩的个人喜好（比如和遇见的新角色消磨时间）及照顾丹尼尔之间做出平衡。团队花大量时间找出恰当平衡点，确保兄弟俩不会互相讨厌对方，玩家在剧情发展中不会愈发讨厌肖恩。卡诺开发肖恩和丹尼尔的兄弟关系及游戏的教化层面时，回想起自己和哥哥与女儿相处的经历。
由于剧情以现实为基础，开发团队在游戏中探讨了存在于现实世界的社会议题，包括种族主义、酗酒、枪械暴力及偏执风气。尽管游戏故事发生在美国，导演拉乌尔·巴贝特（Raoul Barbet）认为这些问题放之四海皆准，游戏描绘这些主题能让玩家观照自身经历。他表示，团队不想将“艰涩的议题游戏化”，竭力确保角色随剧情发展自然而然地成长。超能力给游戏增添一丝紧迫感。开发团队希望游戏的故事能鼓励玩家“更多地和不同于自己的人交谈”。他们希望玩家在故事结束时体会到一丝失落感，对肖恩和丹尼尔的经历感同身受。团队竭力展现世界的暴力一面，希望各种困境让两位主角增进兄弟情谊。露宿者也是游戏的一大主题。团队咨询多个慈善团队，确保准确刻画露宿者群体。2019年11月，史克威尔艾尼克斯与慈善团体中心点共同主办“我们的声音会被提到”（We Will Be Heard）慈善活动，呼吁社会大众帮助露宿年轻人。
游戏完善了玩法机制：玩家无须全程观看与角色或物体互动时出现的过场动画，肖恩与其他人交谈时也可以来回走动。游戏采用虚幻4引擎，角色面部动画与声音不同步问题较前作有所改善。乔纳森·莫拉利在续集中再度担任编曲。配乐包括原创音乐及授权歌曲，包括凤凰乐队、街头小子、苏菲扬·史蒂文斯和急救包乐队等音乐人的作品。

## 发行
2017年5月，Dontnod通过一段短视频宣布《奇异人生》的新作正在制作中。游戏正式公布前夕，Dontnod于2018年6月推出《超能队长》，介绍全新场景，引入名叫克里斯的角色。2018年8月20日，Dontnod与发行商史克威尔艾尼克斯正式公布游戏。新作沿用第一部分章发售的模式。据Dontnod透露，新作采用公路电影架构，每一章都有新的角色和场景，开发难度相比前作提高了不少。团队针对每一章的内容进行试镜和选角，没有重新使用第一部的资源，使得每一章的开发时间比第一部都要长，发行时间表更加松散。团队估计这可能会影响玩家投入剧情和角色的精神，给出的反响没有上一部热烈。零售版于2019年12月3日登陆欧洲，2020年2月4日登陆北美。2019年12月19日，Feral Interactive面向MacOS和Linux平台发行全部五章内容。2020年9月18日，章节一《道路》开放全平台玩家免费游玩。
| 集數 | 標題                   | 发行日期      |
| ---- | ---------------------- | ------------- |
| 1    | 道路（Roads）          | 2018年9月27日 |
| 2    | 规则（Rules）          | 2019年1月24日 |
| 3    | 荒芜之地（Wastelands） | 2019年5月9日  |
| 4    | 信仰（Faith）          | 2019年8月22日 |
| 5    | 狼群（Wolves）         | 2019年12月3日 |

## 评价

### 专业评价
| 游戏             | Metacritic                          |
| ---------------- | ----------------------------------- |
| 全季             | PC：70/100 PS4：78/100 XONE：79/100 |
| 章节一：道路     | PC：80/100 PS4：81/100 XONE：80/100 |
| 章节二：规则     | PC：79/100 PS4：73/100 XONE：74/100 |
| 章节三：荒芜之地 | PC：78/100 PS4：75/100 XONE：73/100 |
| 章节四：信仰     | PC：82/100 PS4：77/100 XONE：74/100 |
| 章节五：狼群     | PC：83/100 PS4：82/100 XONE：83/100 |

汇总媒体Metacritic显示，游戏在发布后取得普遍好评。游戏对拉丁裔美国人的刻画及对美国种族主义问题的提及引起争论。
游戏主题受到普遍好评。The Verge的安德鲁·韦伯斯特（Andrew Webster）在评测全部内容的时候，称游戏提供了强而有力、非常吸引人的体验，认为很少有游戏能像这样真实反应当代人的生活。他认为游戏在“眼下美国政局剑拔弩张的时刻，发出了强烈的声明”。《华盛顿邮报》的伊莉丝·法维斯（Elise Favis）认为政治主题的融入丰富了故事内容，让玩家与角色同情，指游戏对现实生活的刻画细致入微，反映出当代其他美国人的真实生活。《USgamer》凯蒂·麦卡锡（Caty McCarthy）认为游戏时Dontnod探讨美国当代社会议题最为认真的一次尝试，但对游戏处理这些内容的方式感到沮丧，认为对相关议题的探讨随着剧情进展变得格式化。《PC Gamer》的阿利斯泰尔·琼斯（Alistair Jones）认为游戏对政治社会议题的关注损害了家庭与兄弟情谊的核心主题。Kotaku的吉塔·杰克逊（Gita Jackson）盛赞游戏感人肺腑，每一章都在“恳求你关心常被你忽视的人”。然而，《Game Informer》的乔·朱巴（Joe Juba）认为配角的形象很刻板，部分邂逅情景有“人为痕迹”。
游戏剧情也获得评论人的普通好评。麦卡锡认为最出彩的地方是丹尼尔和肖恩增进彼此的联系。哀叹其他配角发挥的作用有限之余，她还是能够对兄弟俩的经历产生共情，经常想知道剧情会把他们带向何方。她又称赞以选择为基础的游戏机制“清晰明了”，欣赏肖恩所做选择影响到丹尼尔行为举止的设计。Kotaku的约书亚·里维拉（Joshua Rivera）认为游戏在具教化意义的主题影响下，成了“准确到令人心碎的兄弟情谊模拟器”。Shacknews的奥兹·梅加（Ozzie Mejia）认为游戏的教育意义是最迷人的元素，欣赏游戏中的小选择也影响到游戏结局，比上一部游戏有较大改善。Eurogamer的汤姆·菲利普斯（Tom Phillips）也喜欢在游戏过程中指引两个角色，认为每条剧情线索都能增进丹尼尔和肖恩的关系。他认为游戏证明了“热衷用真挚角色解决复杂议题的工作会收获更为贴心、更具成就感的回报”。VentureBeat的迪恩·高桥（Dean Takahashi）同样认可角色及背景设计，认为两者真实、有趣，但也指出丹尼尔的性格有点烦人。然而，琼斯认为公路旅行架构让一个章节中的大部分选择毫无意义，因为迪恩和丹尼尔会启程前往下一个地点，大多数角色都不会再遇见。他还批评游戏的主要玩法机制直接脱离玩家掌控。
韦伯斯特喜欢游戏中的宁静画面，认为Dontnod很好地平衡了戏剧和平静时刻，这种节奏安排让游戏显得“强而有力，玩起来不会疲倦”。IGN的迪伦·伯恩斯（Dylan Burns）表示认同，认为放慢剧情节奏能带来更多的沉思时间，缔造完美的难忘瞬间。不过，高桥认为节奏放得非常慢，直接将游戏拖入停顿状态。杰克逊认为角色对白较第一部明显改善，但有些地方仍像第一部那样，“正儿八经得几乎有点尴尬”。梅加称赞配音阵容充分演绎了偶尔有点“俗气”的剧本。朱巴认为对白和表演有时很“生硬”，但不妨碍他关心肖恩和丹尼尔。他称赞Dontnod成功塑造有关角色。琼斯认为松散的发行时间表损害了游戏的叙事节奏，大部分故事不在屏幕中发生，玩家很难一直参与其中。
GamesRadar+的希瑟·沃尔德（Heather Wald）认为章节一“起了个很慢的开头”，让结构做得很好的地方“无法紧密联系在一起”。至于章节二，GameStar的莫里斯·韦伯（Maurice Weber）没有足够的劲头让他开心，尽管剧情中戏剧元素和艰难抉择都发生在合适的地方。韦伯认为游戏最大的问题是它的前身，尽管在最好的情况下与前作接近，但玩法与同类游戏不一致。《Game Informer》的伊莉丝·法维斯认为章节三结局炸裂，但角色存在“严重的刻板印象”，节奏把控得不好。GameSpot的杰西·麦克唐纳（Jess McDonell）认为章节四的角色发展很出彩，但剧情有点陈词滥调，反派形象不立体。至于最后一章，JeuxVideo认为很出彩，至少令人沉思的地方及互动性内容旗鼓相当，在人类最为轻浮及最坏一面之间摇摆不定。

### 奖项
| 年份 | 大奖                 | 奖项                                                               | 结果 | 参考          |
| ---- | -------------------- | ------------------------------------------------------------------ | ---- | ------------- |
| 2018 | 2018年Ping大奖       | 最佳主机游戏                                                       | 提名 | [ 79 ]        |
| 2018 | 2018年Ping大奖       | 最佳视觉                                                           | 提名 | [ 79 ]        |
| 2018 | 2018年Ping大奖       | 最佳剧本                                                           | 提名 | [ 79 ]        |
| 2018 | 2018年Ping大奖       | 最佳原声带                                                         | 提名 | [ 79 ]        |
| 2018 | 金摇杆奖             | 最佳音频设计                                                       | 提名 | [ 80 ] [ 81 ] |
| 2018 | 2018年游戏大奖       | 最佳剧情（章节一）                                                 | 提名 | [ 82 ] [ 83 ] |
| 2018 | 2018年游戏大奖       | 最具影响力游戏（章节一）                                           | 提名 | [ 82 ] [ 83 ] |
| 2019 | 2019年纽约游戏奖     | 赫尔曼·梅尔维尔最佳编剧奖（章节一）                                | 提名 | [ 84 ]        |
| 2019 | 第15届英国游戏学院奖 | 最具现实意义游戏                                                   | 提名 | [ 85 ]        |
| 2019 | 2019年游戏大奖       | 最具影响力游戏                                                     | 提名 | [ 86 ]        |
| 2020 | 2020年纽约游戏奖     | 赫尔曼·梅尔维尔最佳编剧奖                                          | 提名 | [ 87 ]        |
| 2020 | 佩加索斯奖           | 最佳游戏                                                           | 提名 | [ 88 ]        |
| 2020 | 佩加索斯奖           | 最具现实意义游戏                                                   | 提名 | [ 88 ]        |
| 2020 | 佩加索斯奖           | 最佳音效                                                           | 提名 | [ 88 ]        |
| 2020 | 佩加索斯奖           | 最佳剧情设计                                                       | 獲獎 | [ 88 ]        |
| 2020 | 佩加索斯奖           | 最佳游戏环境                                                       | 提名 | [ 88 ]        |
| 2020 | 佩加索斯奖           | 最佳角色                                                           | 提名 | [ 88 ]        |
| 2020 | 第16届英国游戏学院奖 | 最具现实意义游戏（第2-5章）                                        | 提名 | [ 89 ] [ 90 ] |
| 2020 | 第16届英国游戏学院奖 | 最佳剧情（第2-5章）                                                | 提名 | [ 89 ] [ 90 ] |
| 2020 | 第16届英国游戏学院奖 | 最佳主角表演者（贡萨洛·马丁饰肖恩·迪亚兹，第2-5章）                | 獲獎 | [ 89 ] [ 90 ] |
| 2020 | 第16届英国游戏学院奖 | 最佳配角表演者（乔琳·安徒生饰凯伦·雷诺兹，第2-5章）                | 提名 | [ 89 ] [ 90 ] |
| 2020 | 第16届英国游戏学院奖 | 最佳配角表演者（莎拉·巴塞洛缪饰卡茜迪（露西·罗斯·琼斯），第2-5章） | 提名 | [ 89 ] [ 90 ] |
| 2020 | 游戏影响力大奖       | 最具影响力游戏                                                     | 提名 | [ 91 ]        |

## 未来
在2019年的采访中，Dontnod Entertainment对系列的未来感到乐观，透露会再度启用新角色，但由于版权属于史克威尔艾尼克斯，品牌未来的发展要他们来决定。但在2021年的文章中，Dontnod表示近年已将重心转移到开发自有知识产权作品。之后一部主线作品《奇異人生：本色》的开发工作最终落在《奇异人生：暴风前夕》开发商Deck Nine身上。新作摈弃以往分章发行的模式，于2021年9月一次性发行。